# Tromsø
Tromsø (in sami settentrionale Romsa, in svedese Tromsö, in kven e in finlandese Tromssa) è una città della Norvegia settentrionale situata nella contea di Troms, della quale è sede amministrativa; è comunemente considerata la capitale della Lapponia.
Tromsø è la settima città norvegese per popolazione ed è la città più grande del Nord-Norge (italiano: Norvegia settentrionale). Il centro cittadino è situato su Tromsøya (Isola di Tromsø) ma l'agglomerato urbano si sviluppa anche a est, sulla terraferma, con Tromsdalen ("La valle"), e a ovest su Kvaløya (Isola delle balene). Da entrambi i lati ci sono ponti che collegano il centro con le periferie, e anche un tunnel sottomarino verso Tromsdalen; la città è dominata dal monte Tromsdalstinden (il picco di Tromsdalen), situato a est sulla terraferma.
Il centro cittadino contiene il più alto numero di antiche case in legno del Nord-Norge: la più antica è datata 1789. La cattedrale dell'Artico, costruita nel 1965, è probabilmente il monumento più famoso di Tromsø. La città è il centro culturale della regione; in estate vi si svolgono numerose feste. Alcuni dei più noti musicisti norvegesi, come Torbjørn Brundtland e Svein Berge del duo di musica elettronica "Röyksopp", sono cresciuti e hanno incominciato qui la loro carriera.

## Etimologia
L'etimologia del suo nome deriva dalla lingua danese, dove ø significa isola (e in lingua norvegese anticamente øy, poi øya), quindi, trovandosi nella contea di Troms, sull'isola di Tromsøya, la sua radice è Isola di Troms.

## Storia
L'area è stata abitata fin dalla fine dell'ultima era glaciale. A Tønsvika, appena fuori città, sono state ritrovate tracce di insediamenti risalenti alla tarda età della pietra.

### Il Medioevo: una fortezza sulla frontiera
In quest'area sono vissuti norreni e Sami. Si crede che Ottar di Hålogaland, capo e avventuriero vichingo, che visse qui negli anni 890, abbia abitato la parte più meridionale dell'odierno comune di Tromsø. Egli descrisse sé stesso come "l'uomo più a nord di tutti i norvegesi", nonostante le aree ancora più a nord fossero popolate dai Sami. Una fonte islandese (Rimbegla) del XII secolo descrive il fiordo Malangen (nella parte meridionale dell'odierno comune) come un confine tra gli insediamenti costieri dei norreni e quelli dei Sami durante questo periodo del Medioevo. Tuttavia, vi sono anche degli ampi insediamenti sulla costa a sud di questo "confine", così come ci sono insediamenti dei norreni anche a nord del Malagen - per esempio, reperti sia dei Sami sia dei norreni risalenti all'età del ferro sono stati ritrovati sull'isola di Kvaløya.
La prima chiesa sull'isola di Tromsøya fu eretta nel 1252 durante il regno del re Haakon IV di Norvegia e fu chiamata Ecclesia Sanctae Mariae de Trums juxta paganos  (in italiano: Chiesa di Santa Maria a Troms presso i Pagani). A quel tempo, era la chiesa più settentrionale al mondo. Quasi contemporaneamente, venivano costruite delle mura per proteggere l'area dalle incursioni nemiche dalla Carelia e dalla Russia.
A quel tempo, Tromsø non era solo un avamposto norvegese in una terra popolata dai Sami, ma anche una città di frontiera con la Russia. Però, nei successivi cinquecento anni i confini norvegesi compresero anche la regione del Sør-Varanger (dove si trova Capo Nord) e Tromsø perse il titolo di "città di frontiera".

### Il XVIII e il XIX secolo: la "Parigi del Nord"
Nel XVIII secolo, nonostante vi abitassero solo ottanta persone, il re Cristiano VII di Danimarca assegnò a Tromsø lo status di città. L'importanza della città, in seguito a questa proclamazione, aumentò rapidamente.
Nel 1804 fu fondata la diocesi di Hålogaland, il cui primo vescovo fu Mathias Bonsach Krogh. La città fu proclamata "comune" il 1º gennaio 1838.
Le attività economiche della città in questo periodo crebbero molto rapidamente, in modo particolare quelle legate al mare; infatti, nel 1848 fu costruito il primo cantiere navale.
Nel 1872 venne fondato il Museo Universitario di Tromsø e nel 1877 fu edificato il birrificio ancora oggi più settentrionale al mondo, il celebre "Mack Bryggeri".
Nel corso del XIX secolo, Tromsø divenne nota come "la Parigi del Nord". Il motivo di tale appellativo potrebbe essere il fatto che gli abitanti della città si rivelarono agli occhi dei viaggiatori del sud molto più "civilizzati" di quanto essi si aspettassero.

### L'alba del XX secolo: le esplorazioni e la guerra

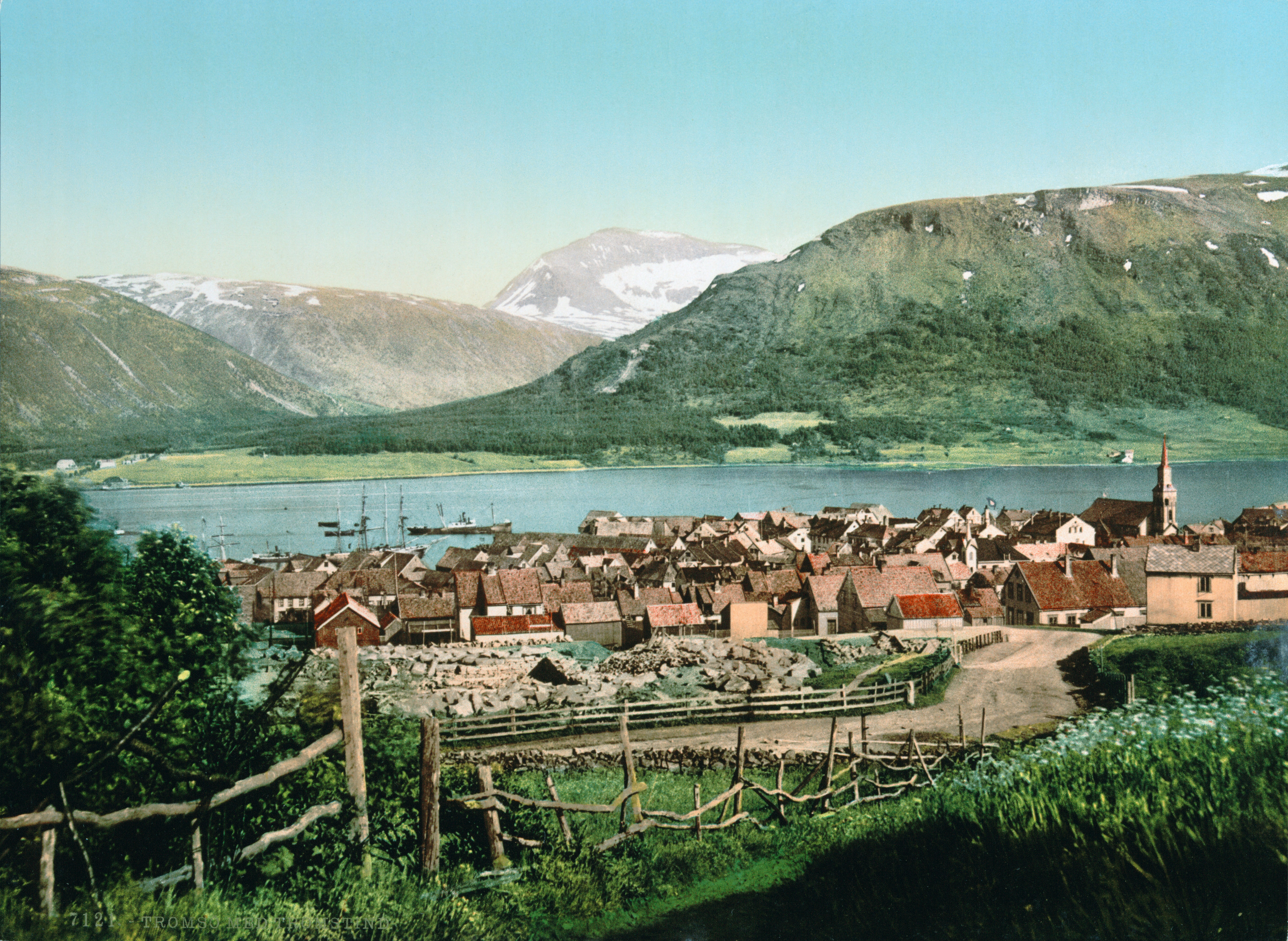
Un'immagine stampata di Tromsø nel 1900.

Alla fine del XIX secolo, Tromsø diventò un importante centro di scambi commerciali da cui partivano molte spedizioni artiche. Esploratori del calibro di Roald Amundsen, Fridtjof Nansen e Umberto Nobile spesso assumevano il loro equipaggio qui. Nel 1927, fu fondato l'Osservatorio sull'Aurora Boreale.

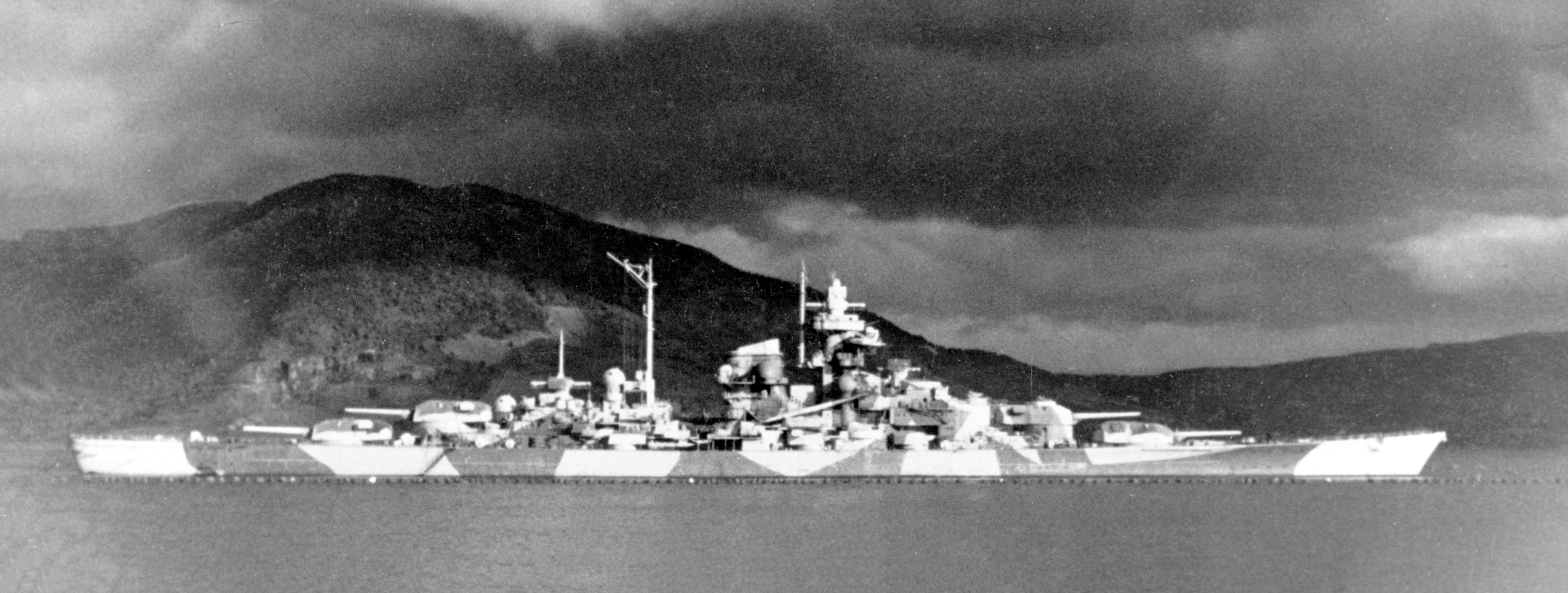
La nave da battaglia tedesca Tirpitz

Quando la Germania invase la Norvegia nel 1940, Tromsø diventò per breve tempo la capitale del paese. Il generale Carl Gustav Fleischer arrivò qui il 10 aprile 1940 dopo un viaggio in condizioni terribili. Da Tromsø ordinò una totale mobilitazione civile e militare, dichiarando di fatto il Nord-Norge un teatro di guerra. Il piano strategico di Fleischer fu quello di sbaragliare prima le forze tedesche a Narvik e poi quello di trasferire la sua divisione nel Nordland per incontrare l'avanzata tedesca dal Trøndelag. I tedeschi raggiunsero ben presto tutta la Norvegia, anche se a Narvik incontrarono non poche difficoltà. Tromsø riuscì a uscire dalla guerra senza ricevere alcun danno, mentre la nave tedesca da battaglia Tirpitz fu affondata al largo dell'isola di Tromsøya il 12 novembre 1944, uccidendo quasi 1 000 marinai tedeschi.
Nel 1942 nei dintorni della città venne aperto il campo di concentramento di Krøkebærsletta.
Alla fine della guerra, la città ricevette migliaia di rifugiati dalla regione storica del Finnmark, la quale fu devastata dalle forze tedesche con la tattica della terra bruciata in attesa dell'offensiva dell'Armata Rossa.

### Dalla fine della guerra ai giorni nostri
L'espansione dopo la seconda guerra mondiale è stata rapida. I comuni di Hillesøy, Tromsøysund e Ullsfjord furono uniti a Tromsø il 1º gennaio 1964, creando l'attuale comune di Tromsø e triplicando la popolazione locale - da 12 430 a 32 664. Inoltre, il numero degli abitanti dal 1964 a oggi è cresciuto fortemente di anno in anno. La popolazione del comune di Tromsø oggi è di 68 239 persone. Da questo numero sono esclusi gli studenti stranieri che frequentano l'università locale, poiché spesso essi non effettuano il cambio d'indirizzo.
Nel 1964 fu aperto a Tromsø un aeroporto. A differenza di molti altri aeroporti, situati fuori dalla città che servono, l'aeroporto di Tromsø si trova sull'isola principale. L'Università di Tromsø è stata aperta nel 1972; successivamente le fu incorporato un museo.

### Storia del comune
Tromsø fu istituita come comune indipendente il 1º gennaio 1838, quando cioè entro in vigore il provvedimento noto come "Formannskapsdistrikt". Man mano che la città cresceva in estensione, le venivano aggiunte sempre più aree provenienti dal distretto rurale, in un primo momento anch'esso autonomo. Questo processo andò avanti fino al 1º gennaio 1964, quando nacque un municipio centrale. Finirono sotto la sua amministrazione la città di Tromsø (12 602 abitanti), il distretto rurale (16 727), una parte del paesino di Ullsfjord (2 019) e una di quello di Hillesøy (1 316): nacque così l'odierno comune di Tromsø, con 32 664 abitanti.

#### Stemma

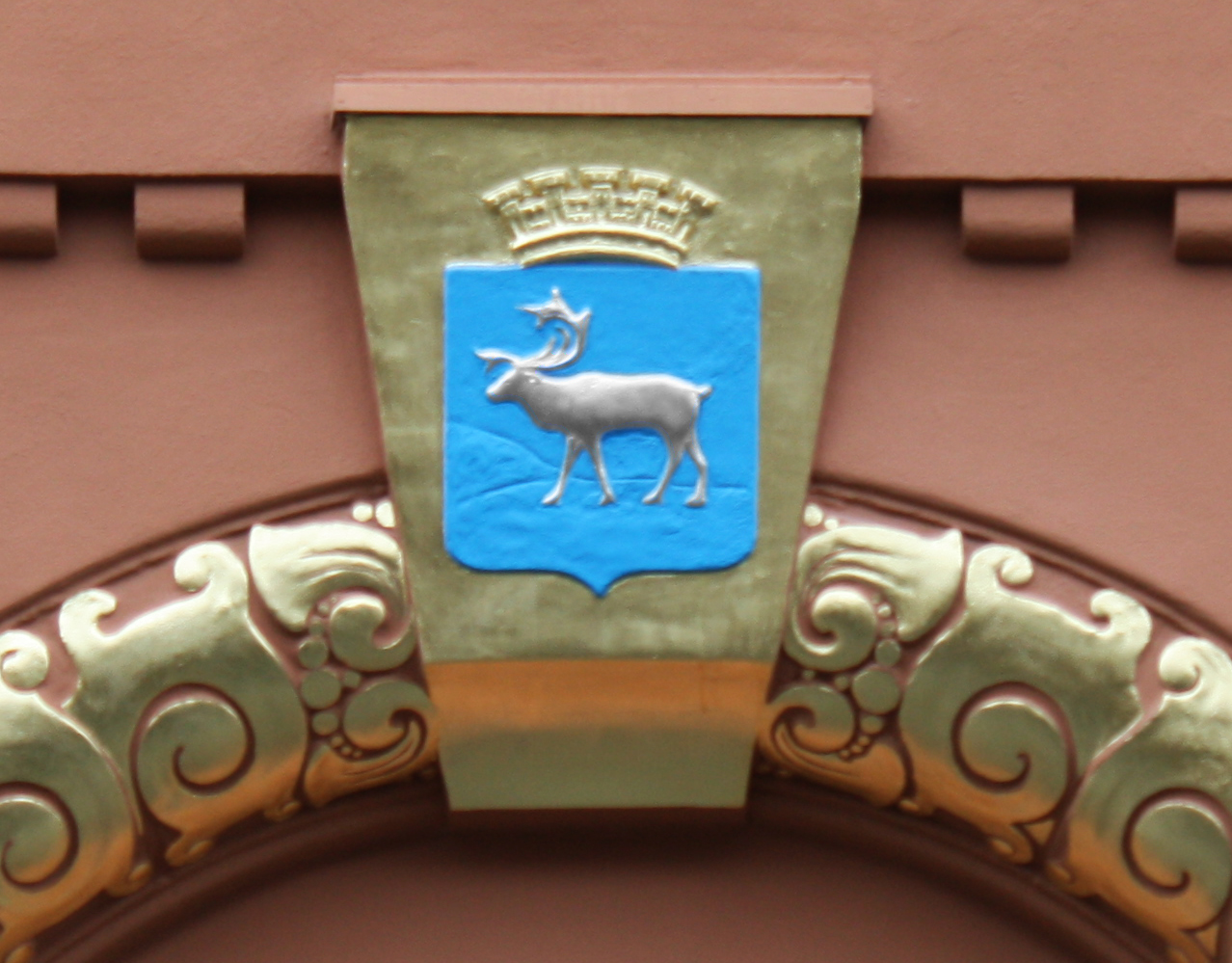
Un rilievo dello stemma su una facciata del 1910.

La stemma cittadino fu progettato nel 1870 e si blasona così: "I blått en gående sølv rein" ("Azzurro, una renna d'argento che cammina"). È spesso sormontato da una corona muraria con quattro o cinque torrette. Il Comune utilizza attualmente uno stemma stilizzato disegnato da Hallvard Trætteberg (1898 - 1987) e adottato con delibera reale il 24 settembre 1941.

## Geografia fisica

### Territorio
Tromsø è la settima città norvegese per popolazione e detiene alcuni singolari primati: è la città con più di 50 000 abitanti più a nord del mondo. In questa città o nei suoi dintorni sono situate molte delle cose più a nord del mondo, tra cui la diocesi cattolica, il conservatorio, l'università, il planetario, l'escape room, il teatro, lo stadio da calcio, la cattedrale, la moschea, la distilleria, il parco botanico e l'acquario più settentrionali al mondo.
Il centro cittadino è situato su Tromsøya (Isola di Tromsø) ma l'agglomerato urbano si sviluppa anche a est, sulla terraferma, con Tromsdalen ("La valle di Troms"), e a ovest su Kvaløya (Isola delle balene). Da entrambi i lati ci sono ponti che collegano il centro con le periferie, e anche un tunnel sottomarino verso Tromsdalen; essa è dominata dal monte Tromsdalstinden (il picco di Tromsdalen), situato a est sulla terraferma.
La città di Tromsø sorge sulle sponde del Tromsøfjord, collegato direttamente al mare di Norvegia; in forza della sua posizione oltre il circolo polare artico, Tromsø viene considerata la porta d'accesso al Polo Nord, ed è stato il luogo di partenza di molte spedizioni artiche, tra cui quella che il celebre esploratore Roald Amundsen intraprese nel tentativo di salvare il suo amico Umberto Nobile, rimasto intrappolato tra i ghiacci dell'Artico dopo lo schianto del dirigibile Italia. Nobile fu salvato dalla prima spedizione internazionale in assoluto di soccorso polare, mentre Amundsen trovò la morte in un misterioso incidente avvenuto il 18 giugno 1928: il suo idrovolante, Latham 47, sparì nelle acque del Mar Glaciale Artico e non venne mai più ritrovato.

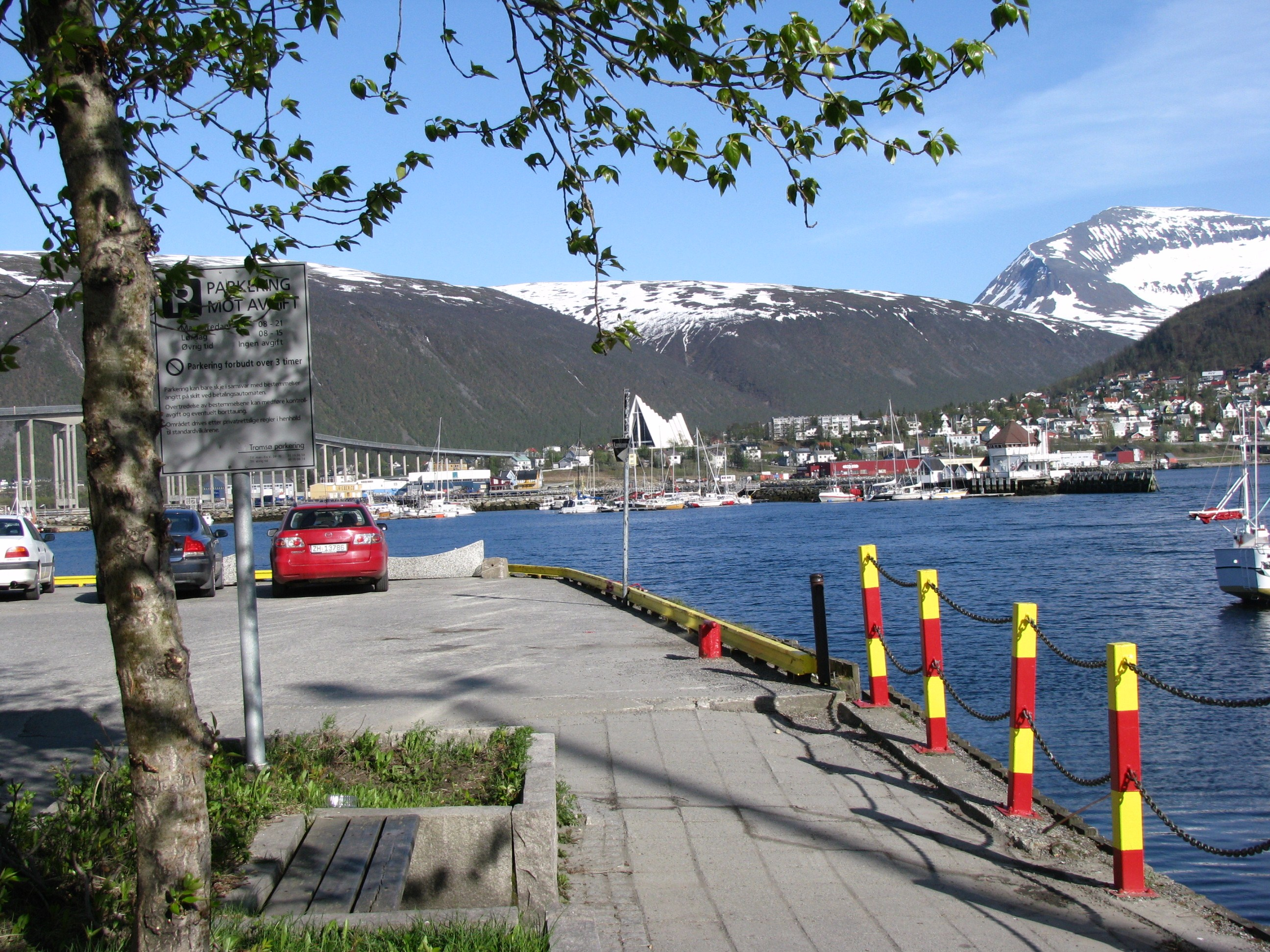
Tromsø nel mese di maggio.

### Clima
Tromsø ha un clima subartico (Classificazione dei climi di Köppen: Dfc). Tuttavia, qui non si verifica il fenomeno del permafrost, e ciò è abbastanza insolito per le zone subartiche. Le precipitazioni sono per lo più concentrate in autunno.
Tromsø è famosa in Norvegia per le sue nevicate: ogni inverno, infatti, la neve copre la città, arrivando anche a un'altezza di 200 centimetri. Nell'inverno tra il 1996 e il 1997 una stazione meteorologica situata sulla punta dell'isola di Tromsøya (l'isola su cui è situata la città) ha registrato 240 centimetri di neve in quella zona.
La temperatura più fredda mai verificata a Tromsø è di −18,4 °C, mentre quella media del mese di gennaio è di −4 °C. A luglio la temperatura media notturna è di 12 °C e durante il giorno si gode di una temperatura mite, che varia dai 9 °C ai 25 °C.
Tale temperatura è dovuta all'incrocio della fredda corrente nord-atlantica e dalla calda corrente del Golfo. La più alta temperatura registrata a Tromsø è di 30,2 °C, ed è stata misurata nell'estate del 1972.
| Tromsø                             | Mesi | Mesi | Mesi | Mesi | Mesi | Mesi | Mesi | Mesi | Mesi | Mesi | Mesi | Mesi | Stagioni | Stagioni | Stagioni | Stagioni | Anno  |
| Tromsø                             | Gen  | Feb  | Mar  | Apr  | Mag  | Giu  | Lug  | Ago  | Set  | Ott  | Nov  | Dic  | Inv      | Pri      | Est      | Aut      | Anno  |
| ---------------------------------- | ---- | ---- | ---- | ---- | ---- | ---- | ---- | ---- | ---- | ---- | ---- | ---- | -------- | -------- | -------- | -------- | ----- |
| T. max. media (°C)                 | −2,2 | −2,1 | −0,4 | 2,7  | 7,5  | 12,5 | 15,3 | 13,9 | 9,3  | 1,7  | 0,7  | −1,3 | −1,9     | 3,3      | 13,9     | 3,9      | 4,8   |
| T. min. media (°C)                 | −6,5 | −6,5 | −5,1 | −2,3 | 2,0  | 6,1  | 8,7  | 7,8  | 4,5  | 0,7  | −3,0 | −5,4 | −6,1     | −1,8     | 7,5      | 0,7      | 0,1   |
| Precipitazioni (mm)                | 95   | 87   | 72   | 63   | 48   | 59   | 77   | 82   | 102  | 131  | 108  | 106  | 288      | 183      | 218      | 341      | 1 030 |
| Eliofania assoluta (ore al giorno) | 3    | 32   | 112  | 160  | 218  | 221  | 205  | 167  | 92   | 49   | 6    | 0    | 11,7     | 163,3    | 197,7    | 49       | 105,4 |

### Luce e buio

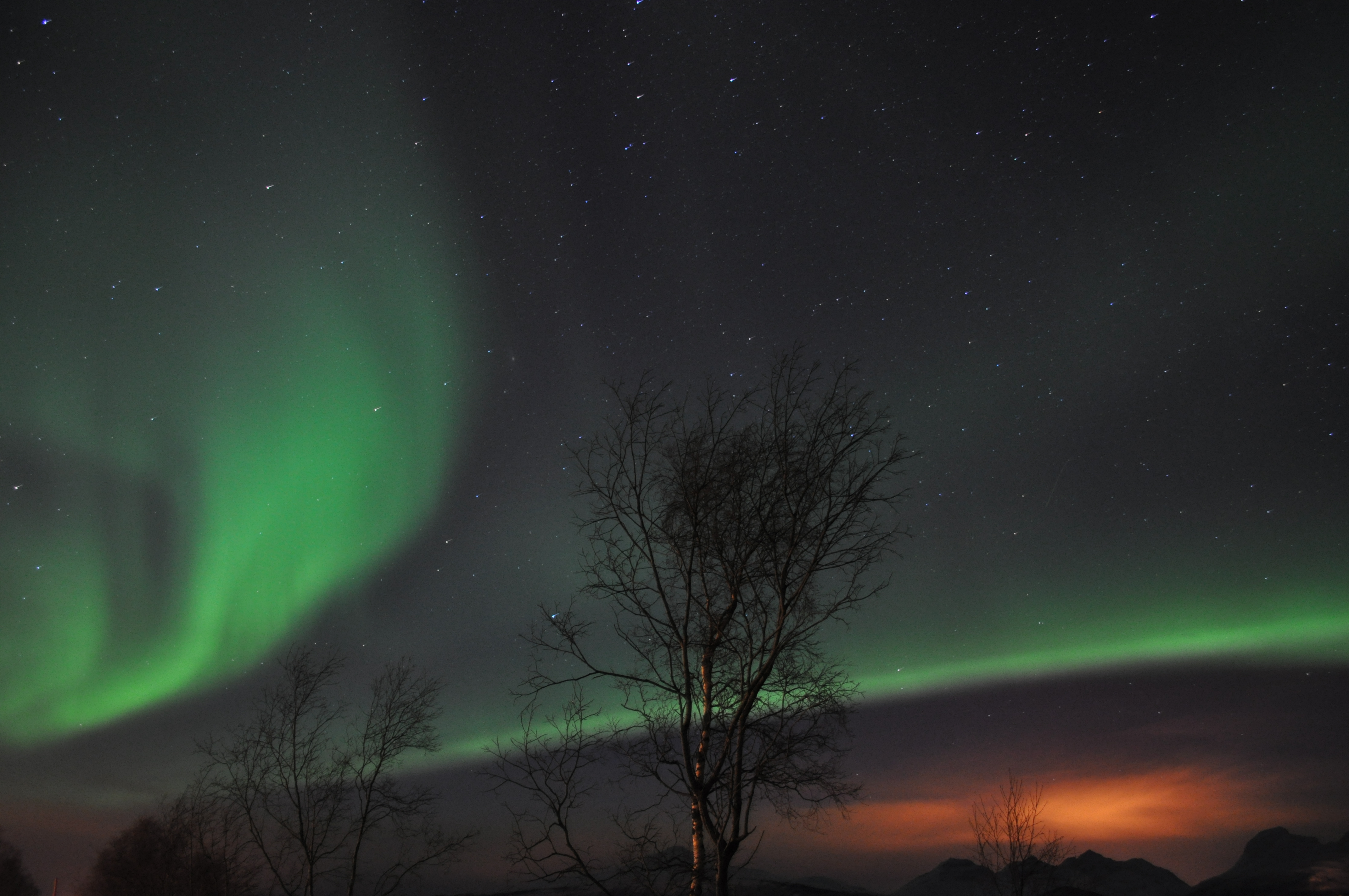
L'aurora boreale vicino a Tromsø.

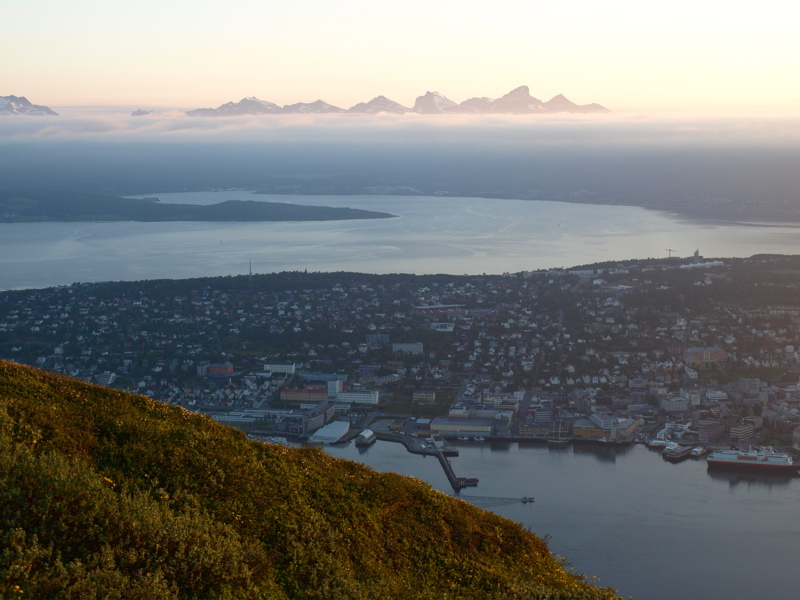
Il sole di mezzanotte a Tromsø a luglio.

Tromsø si trova a circa 350 km a nord del circolo polare artico (66° 33' 39" di latitudine Nord) e dal 21 maggio al 23 luglio è possibile ammirare il fenomeno del sole di mezzanotte, quel fenomeno che, con l'approssimarsi del solstizio d'estate, si verifica al di sopra dei circoli polari dove il sole non scende mai sotto l'orizzonte e di conseguenza non cala mai la notte.
Nei mesi invernali, dal 23 novembre al 18 gennaio compresi, il Sole non sorge al di sopra dell'orizzonte ma, a causa del crepuscolo, non si verifica mai totalmente il fenomeno della cosiddetta notte polare. Infatti, anche nel giorno del solstizio d'inverno, l'elevazione massima del Sole raggiunge quota -3°, ovvero si trova 3 gradi sotto l'orizzonte, sufficienti per avere la diffusione necessaria a garantire la presenza della luce.
Il 21 gennaio di ogni anno Tromsø festeggia il "giorno del sole", Soldagen.
Tromsø è al centro della zona in cui è visibile l'aurora boreale, poiché non è né troppo a nord né troppo a sud. In effetti, è uno dei migliori posti al mondo per osservare questo fenomeno. A causa della rotazione del pianeta, l'aurora a Tromsø è generalmente visibile tra le 18.00 e le 24.00, anche se qualche volta è possibile vederla un po' prima o un po' dopo quest'orario. Ovviamente, l'aurora non è per nulla visibile da fine aprile a metà agosto per il sole di mezzanotte.

## Infrastrutture e trasporti
Tromsø è raggiungibile con autoveicoli o motoveicoli percorrendo la strada europea E06; giunti a Vollen, deviando verso ovest, incomincia la strada europea E08 che giunge alla città.
Non esistono linee ferroviarie che collegano Tromsø. La stazione più vicina collegata alle rete ferroviaria norvegese è a Bodø, mentre la più vicina città di Narvik è direttamente collegata alla rete svedese.
La città dispone di un aeroporto (Tromsø-Langnes) che la collega a Oslo e ad altre città della Norvegia.
Il porto di Tromsø è compreso tra gli scali previsti dai battelli Hurtigruten che vi effettuano scali giornalieri.

## Economia

### Turismo

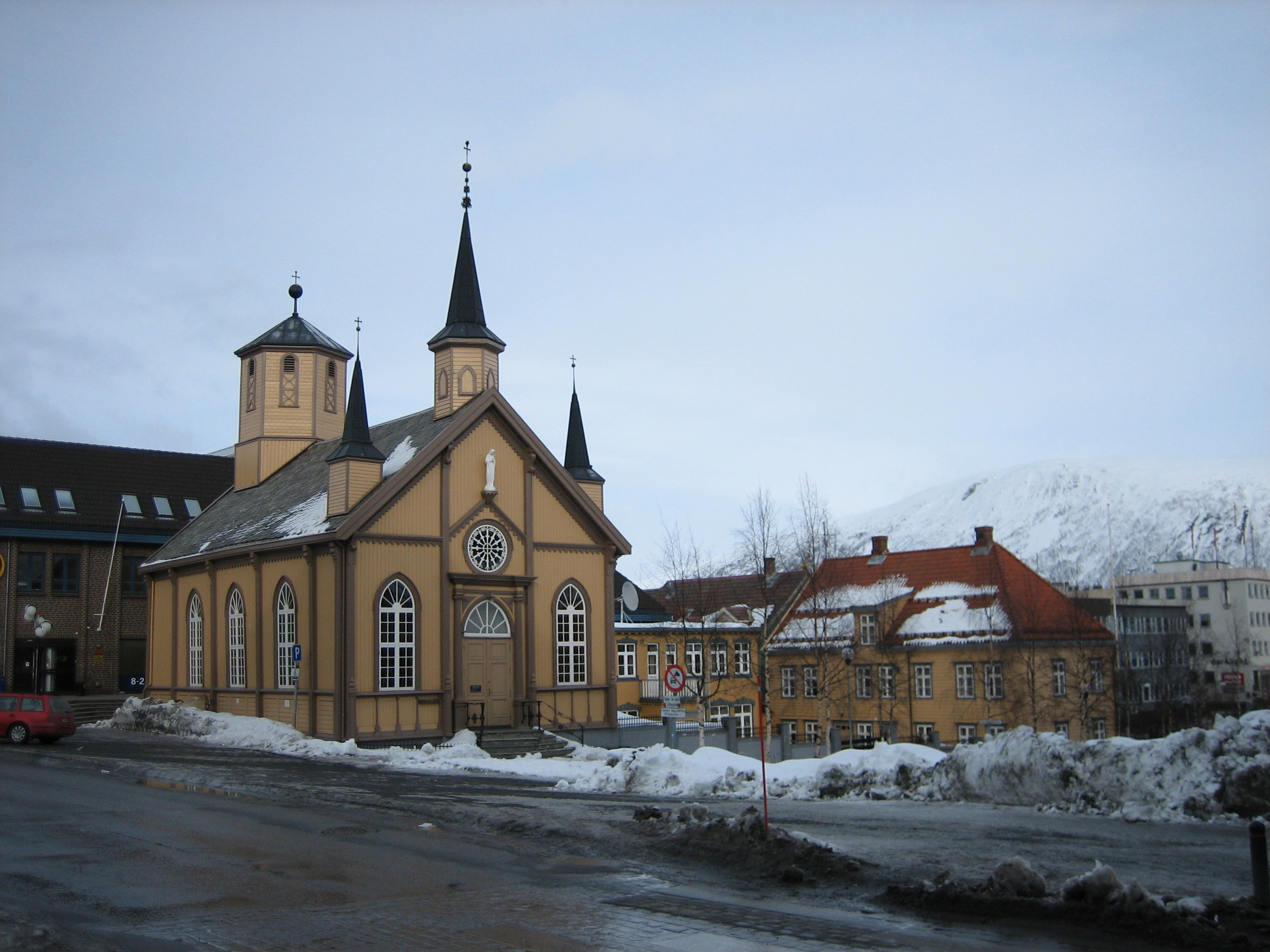
La procattedrale cattolica di Tromsø

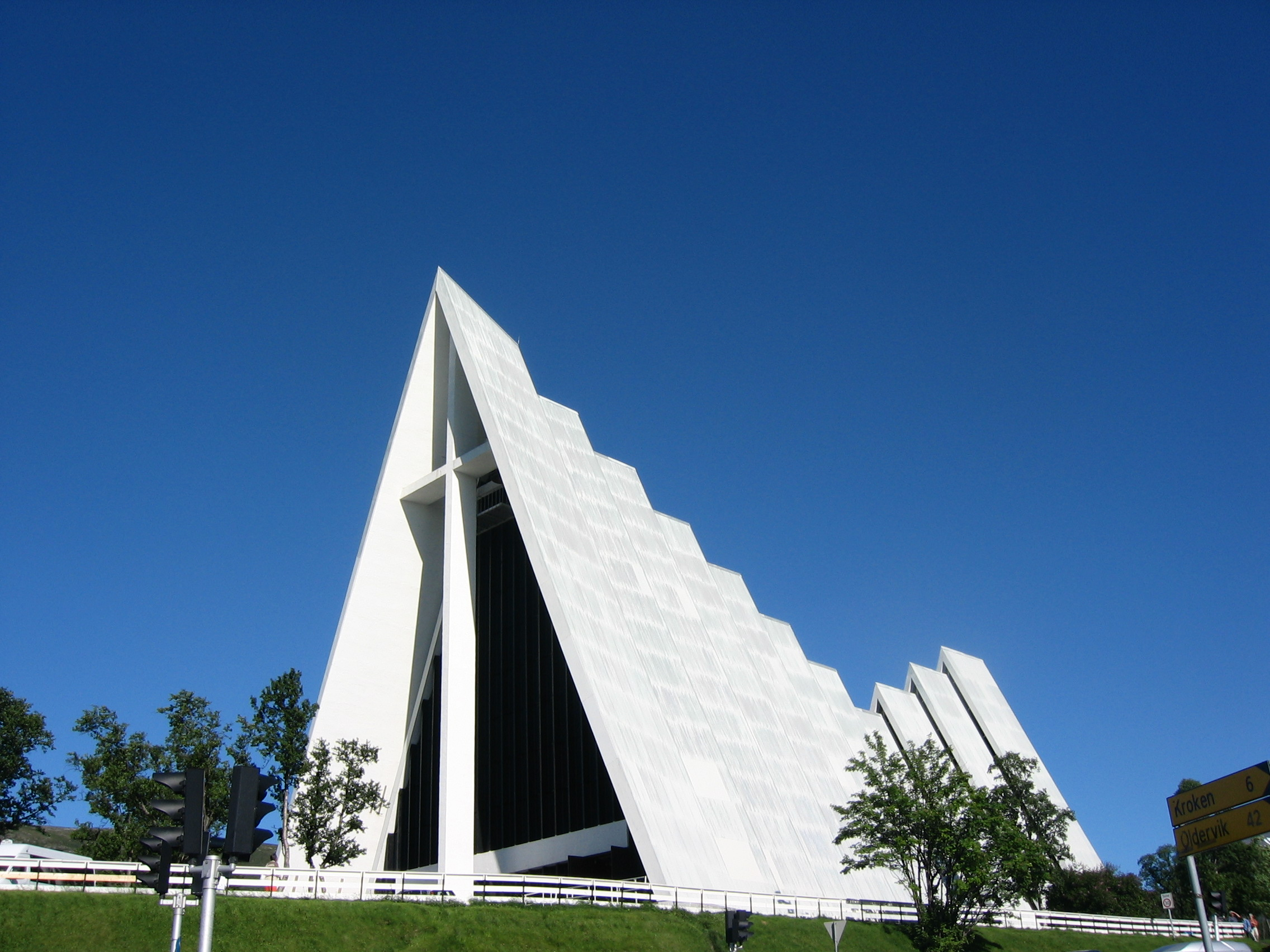
La cattedrale dell'Artico

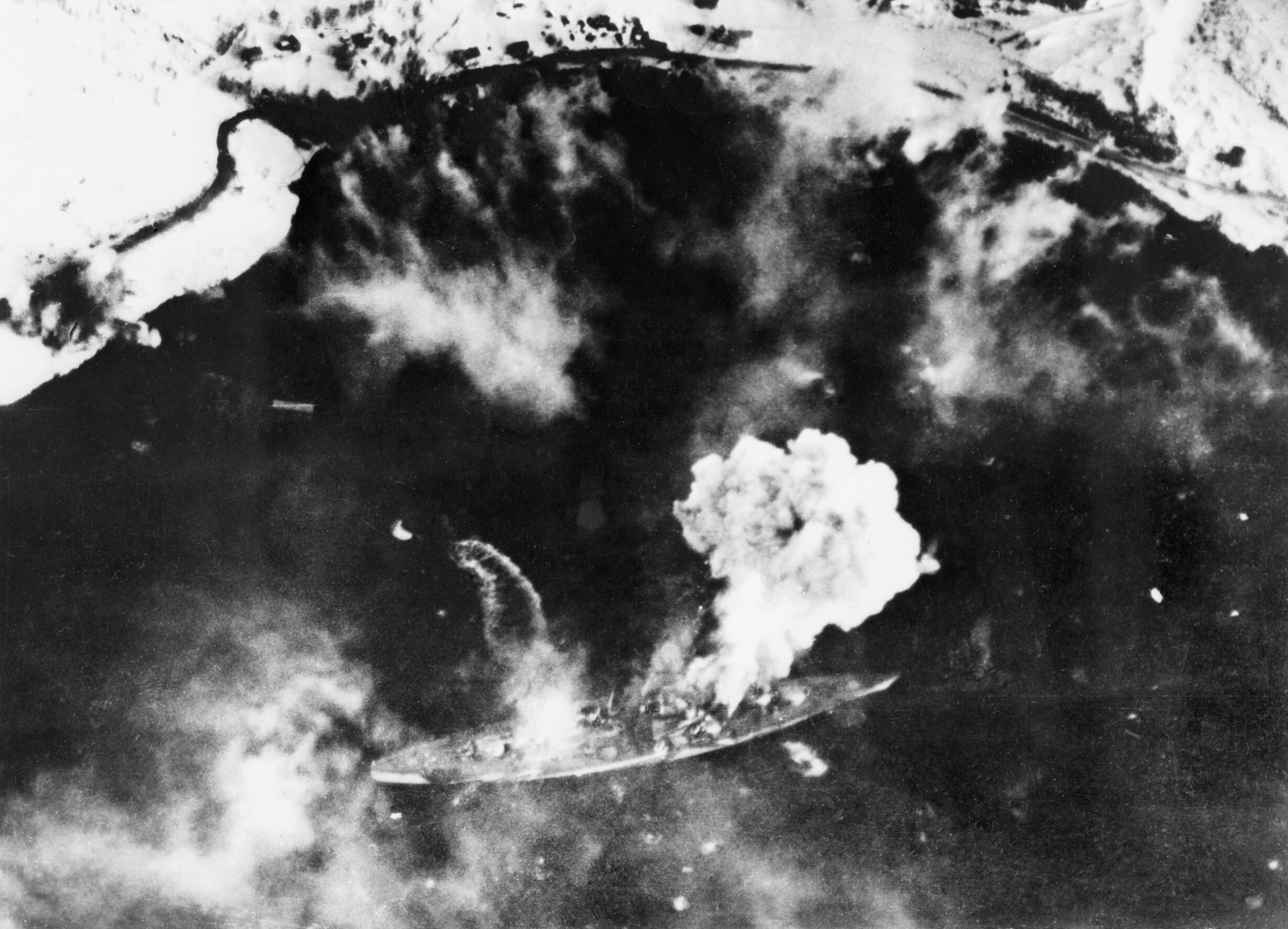
La corazzata tedesca Tirpitz sotto attacco

Tromsø è stata fondata nel XIII secolo e conobbe un notevole sviluppo nel XVIII secolo, come base per gli scambi commerciali con la Russia, ricevendo lo status di città nel 1794.
La città è conosciuta come la "Parigi del Nord", appellativo probabilmente coniato dai turisti stranieri di fine XIX secolo che rimanevano stupiti nel vedere una città tanto piccola e isolata così sempre piena di vita. Un'altra ipotesi sarebbe che i mercanti del tempo importassero spesso tessuti e vestiti dalla Francia, facendo così seguire la moda parigina alle donne del luogo.
Il mito della "Parigi del Nord" sopravvive tuttora nel fermento delle sue fredde notti, grazie anche ai numerosi studenti che frequentano l'università cittadina. Si dice che la somma di tutti i posti a sedere nei vari pub, ristoranti e caffè, renderebbe possibile a tutti gli abitanti di Tromsø di uscire contemporaneamente.
Tromsø è l'unica città della Norvegia a nord di Trondheim con una grande importanza storico-artistica. Un piccolo museo storico-polare è situato nella città, e conserva reperti delle spedizioni polari, che partirono quasi tutte da Tromsø. Rilevanti anche Polaria, Il Museo dei Troll di Tromsø è il primo e unico museo in Norvegia sui troll e il folklore, creato utilizzando la moderna tecnologia della Realtà Aumentata (AR), il museo naturalistico norvegese delle regioni artiche, l'Osservatorio delle luci del nord e la Chiesa in legno di Elverhøy, costruita nel 1802, che dal 1803 al 1861, fu la Cattedrale di Tromsø.
Molto visitate sono la Cattedrale di Tromsø e la Cattedrale dell'Artico che costituiscono per la città l'ideale continuazione tra il presente e il passato quando, nel periodo medioevale (circa nel 1250), Tromsø sorse intorno alla Chiesa di Trondenes.
Durante la seconda guerra mondiale la città divenne, tra l'aprile e il giugno del 1940, l'ultima sede del Governo norvegese, costretto, dopo che i tedeschi occuparono totalmente il paese, a riparare in Inghilterra e, nel suo fiordo, precisamente a Sørbotn, il 12 novembre 1944 fu affondata la corazzata tedesca Tirpitz; sul luogo dell'affondamento vi è un monumento celebrativo, rappresentato da un frammento della murata della nave, a ricordo dell'avvenimento.

## Sport
Tromsø è una città profondamente legata allo sport. Vi sono innanzitutto tre squadre di calcio, tra cui spicca il Tromsø Idrettslag, che gioca in Elitserien, la seconda squadra più a Nord del torneo dopo l'Alta, insieme ai concittadini del Trømsdalen. Vi sono poi il Fløya, militante nella Prima Divisione Norvegese del campionato femminile avendo anche una squadra maschile, e il Tromsdalen Fotball, che dal 2014 gioca in Adeccoligaen, secondo livello del campionato maschile assisteremo dunque al derby tra le due compagini. La città ospita anche squadre di pallacanestro, tra cui si segnala il Tromsø Storm, militante nella Basketball Ligaen Norge, oltre ad alcuni club di pallavolo.
Inoltre, ogni anno a giugno viene organizzata la cosiddetta "Maratona del Sole di Mezzanotte di Tromsø", mentre negli ultimi anni si sta sviluppando anche la "Mezza Maratona della Notte Polare", che invece si svolge a gennaio.
La città è stata sede delle Olimpiadi degli scacchi nel 2014. Questo riconoscimento è arrivato in seguito alla bocciatura ricevuta per ospitare i XXIII Giochi olimpici invernali nel 2018, assegnati alla sudcoreana Pyeongchang. Infatti, nonostante la città fosse riuscita a superare le sue connazionali Trondheim e la candidatura congiunta Oslo-Lillehammer, la sua candidatura era supportata solo dal 38% dei norvegesi, cosa che di fatto ha portato Tromsø a ritirarsi dalla corsa.

## Amministrazione

### Gemellaggi
Tromsø è gemellata con le seguenti città:
- Kemi, dal 1940
- Luleå, dal 1950
- Ringkøbing, dal 1950
- Grimsby, dal 1961
- Pune, dal 1966
- Anchorage, dal 1969
- Zagabria, dal 1971[43]
- Murmansk, dal 1962
- Quetzaltenango, dal 1999
- Gaza, dal 2001
- Nadym, dal 2008

## Galleria d'immagini

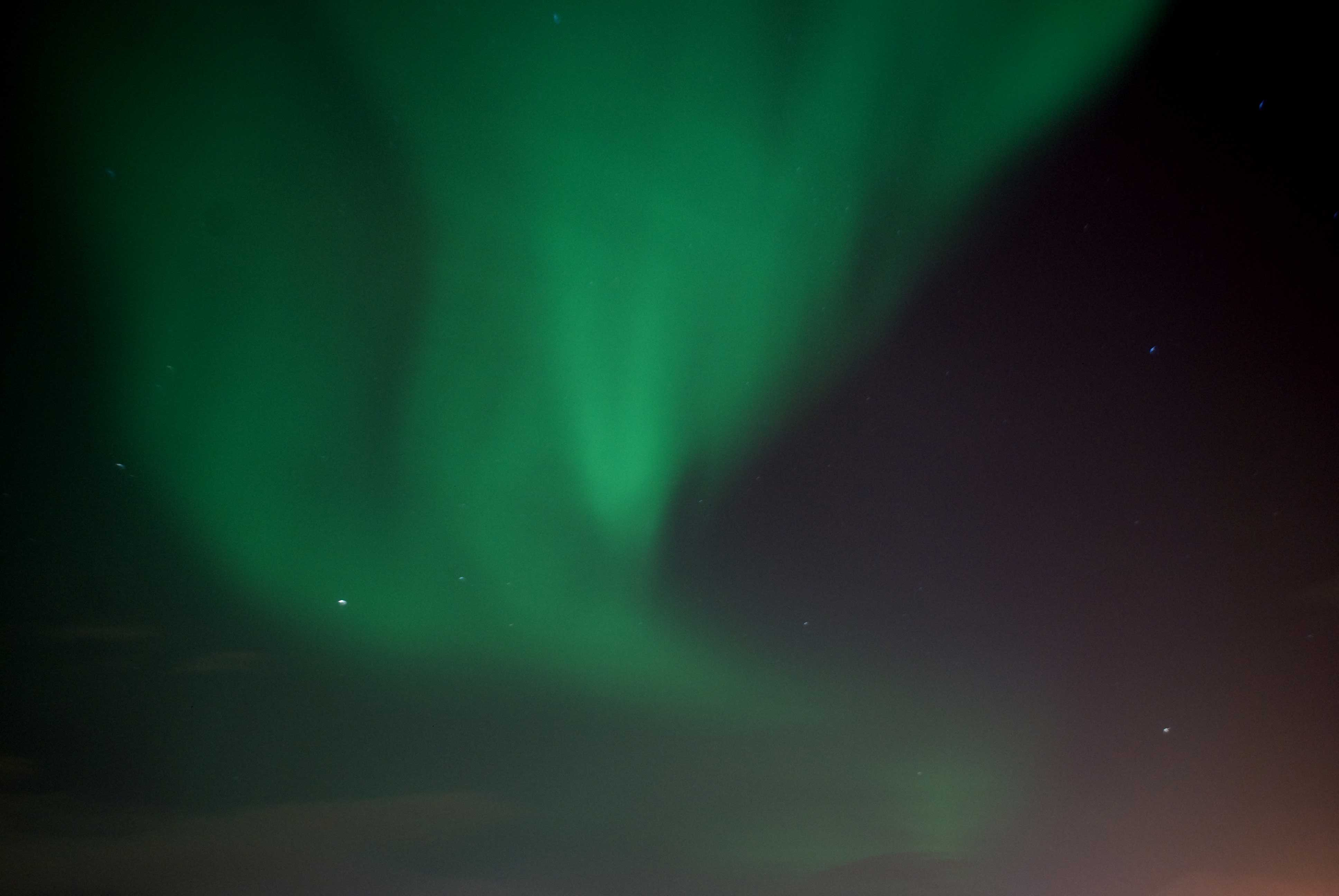
L'aurora boreale
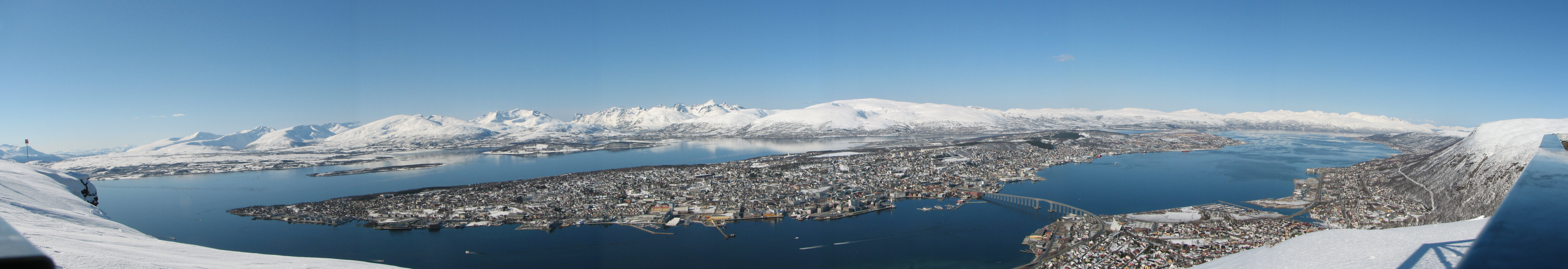
Vista panoramica di Tromsø da Fløya
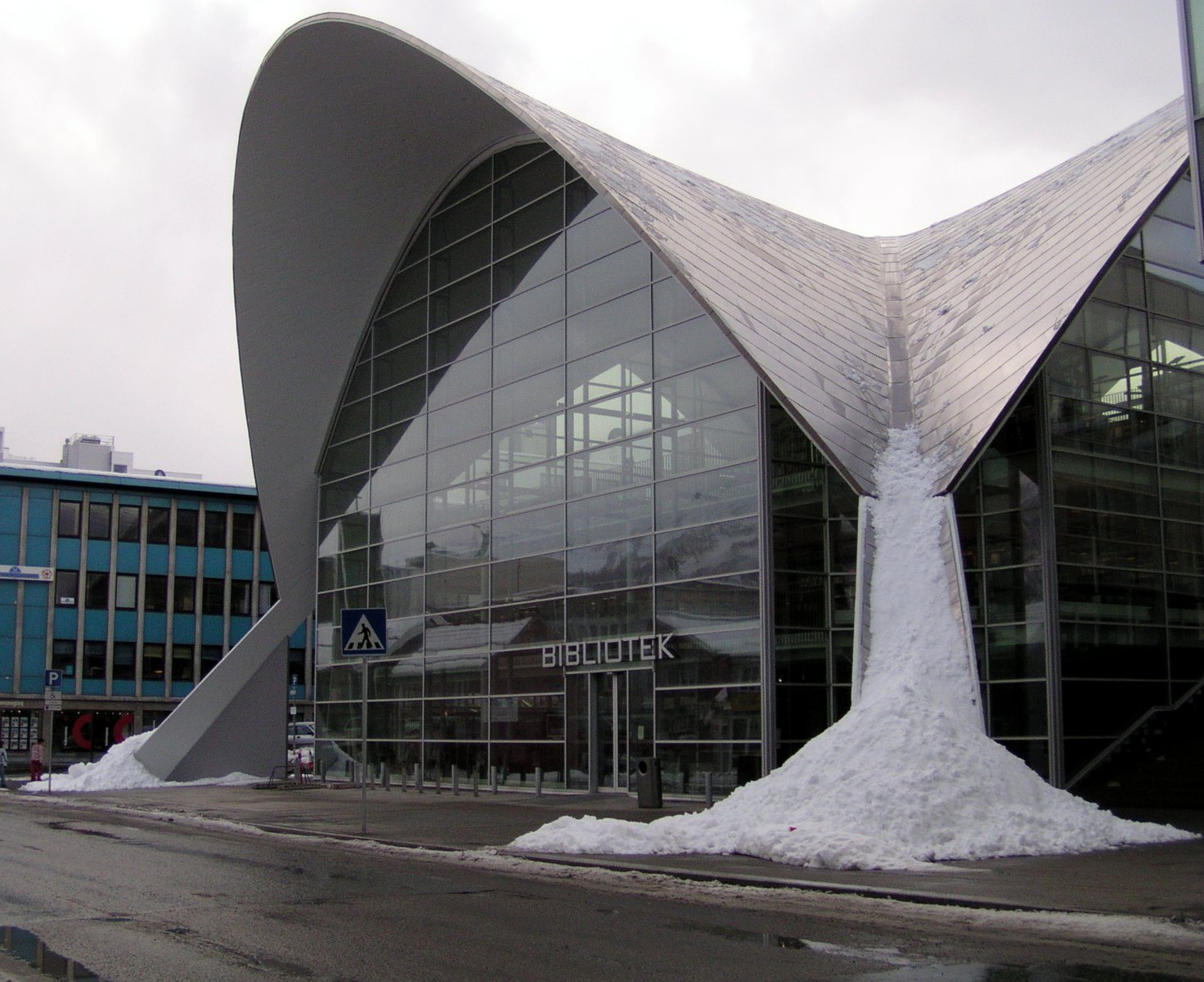
La biblioteca di Tromsø
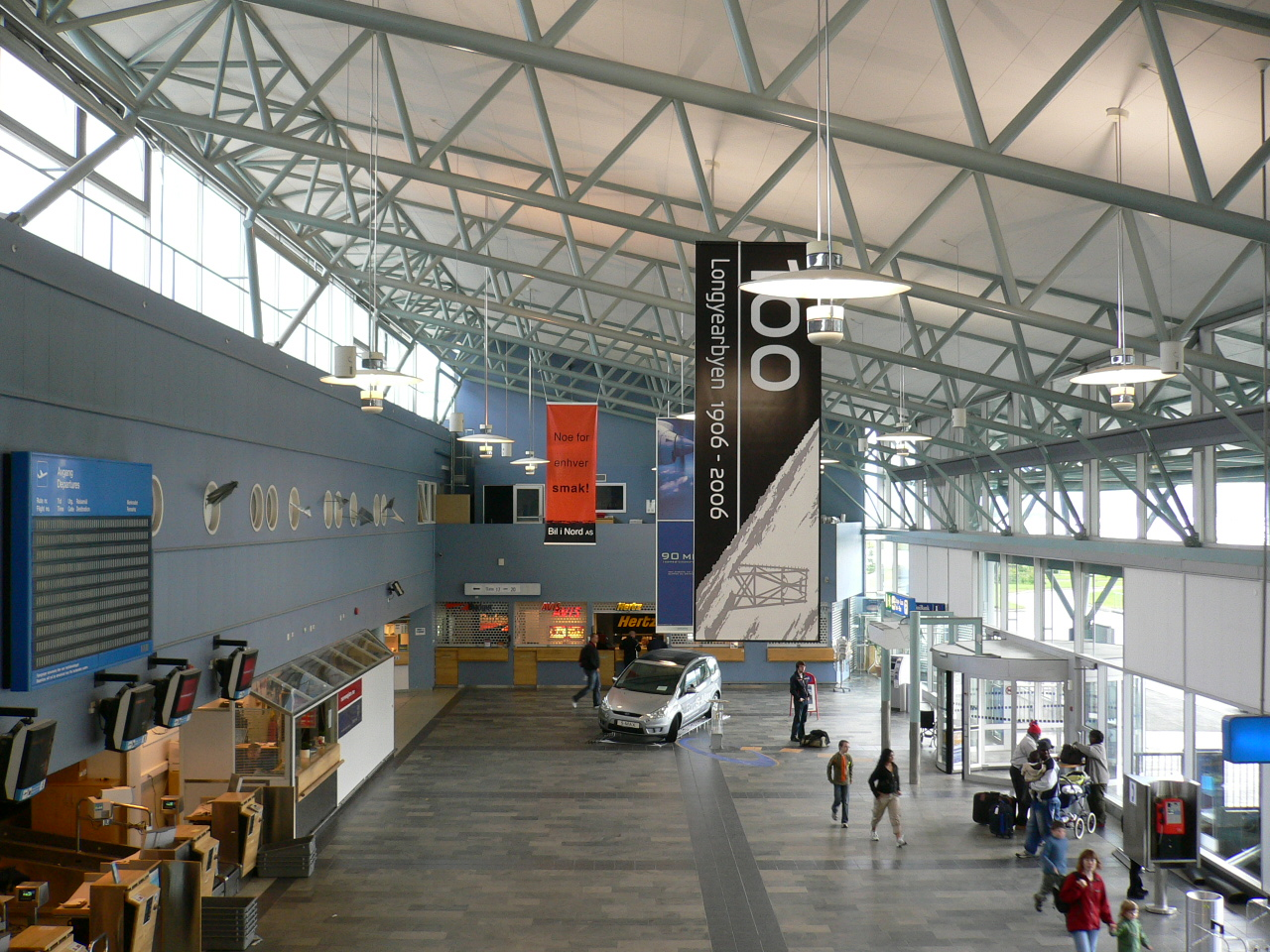
Aeroporto di Tromsø
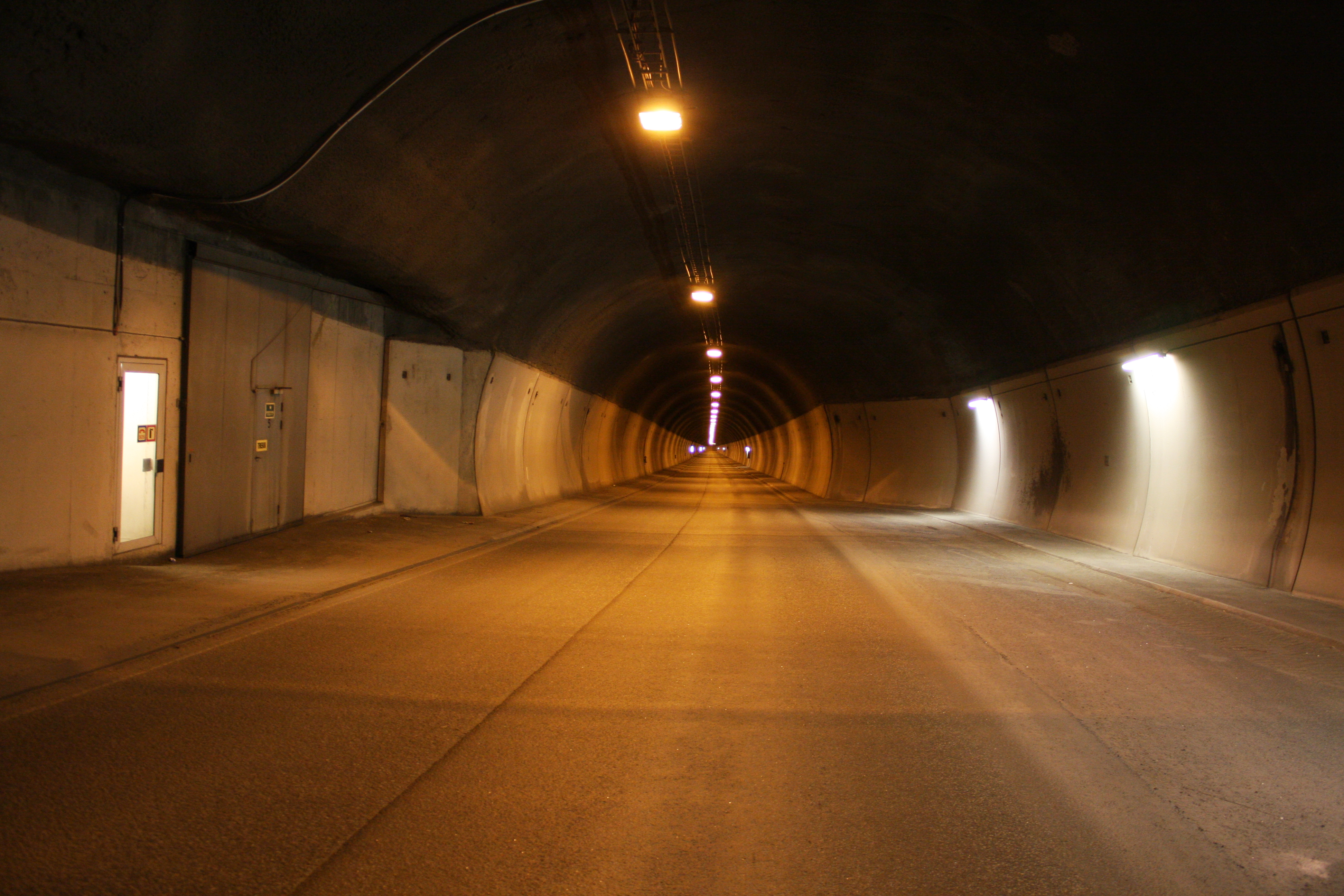
Il tunnel
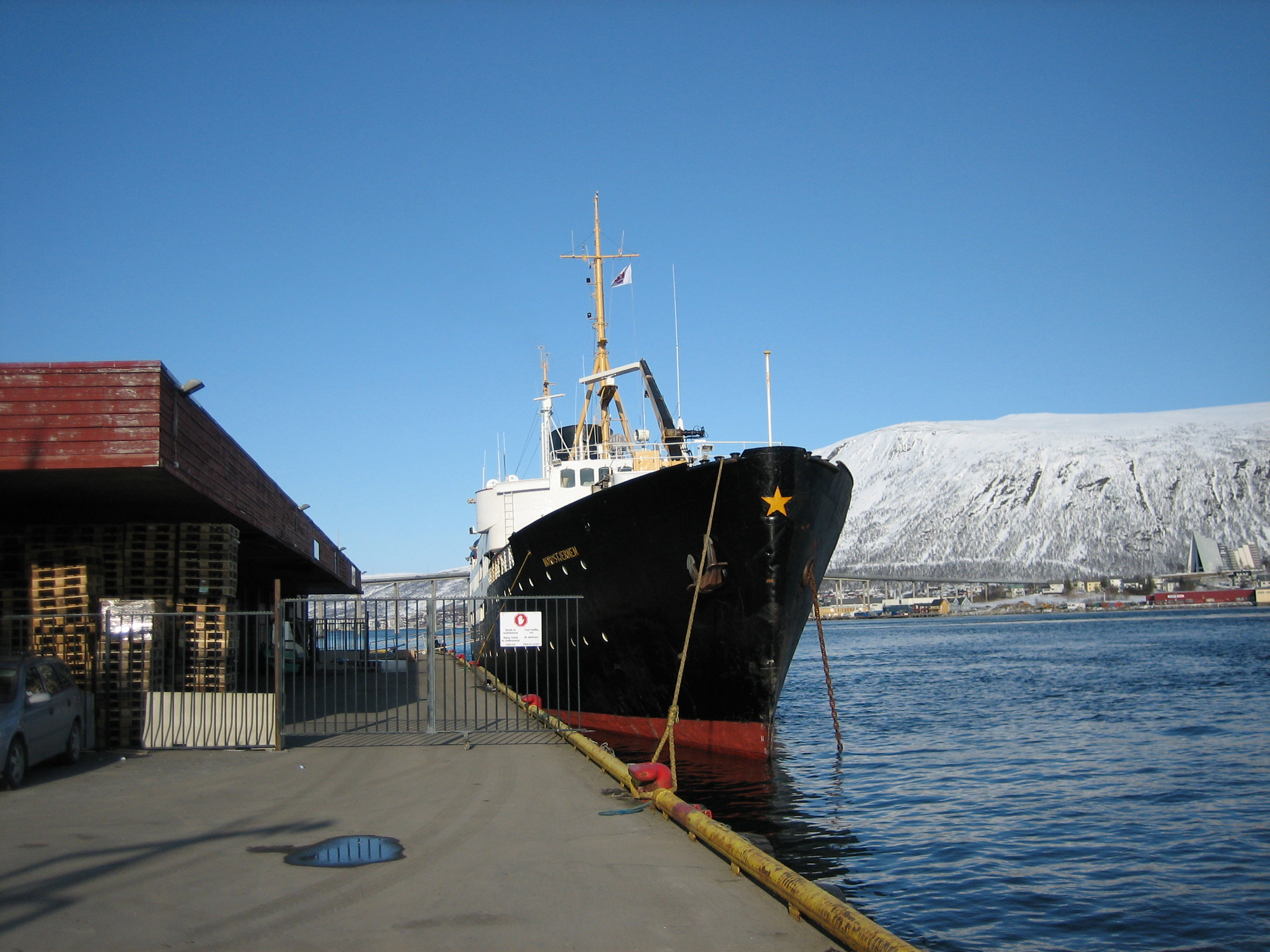
Banchina del porto di Tromsø
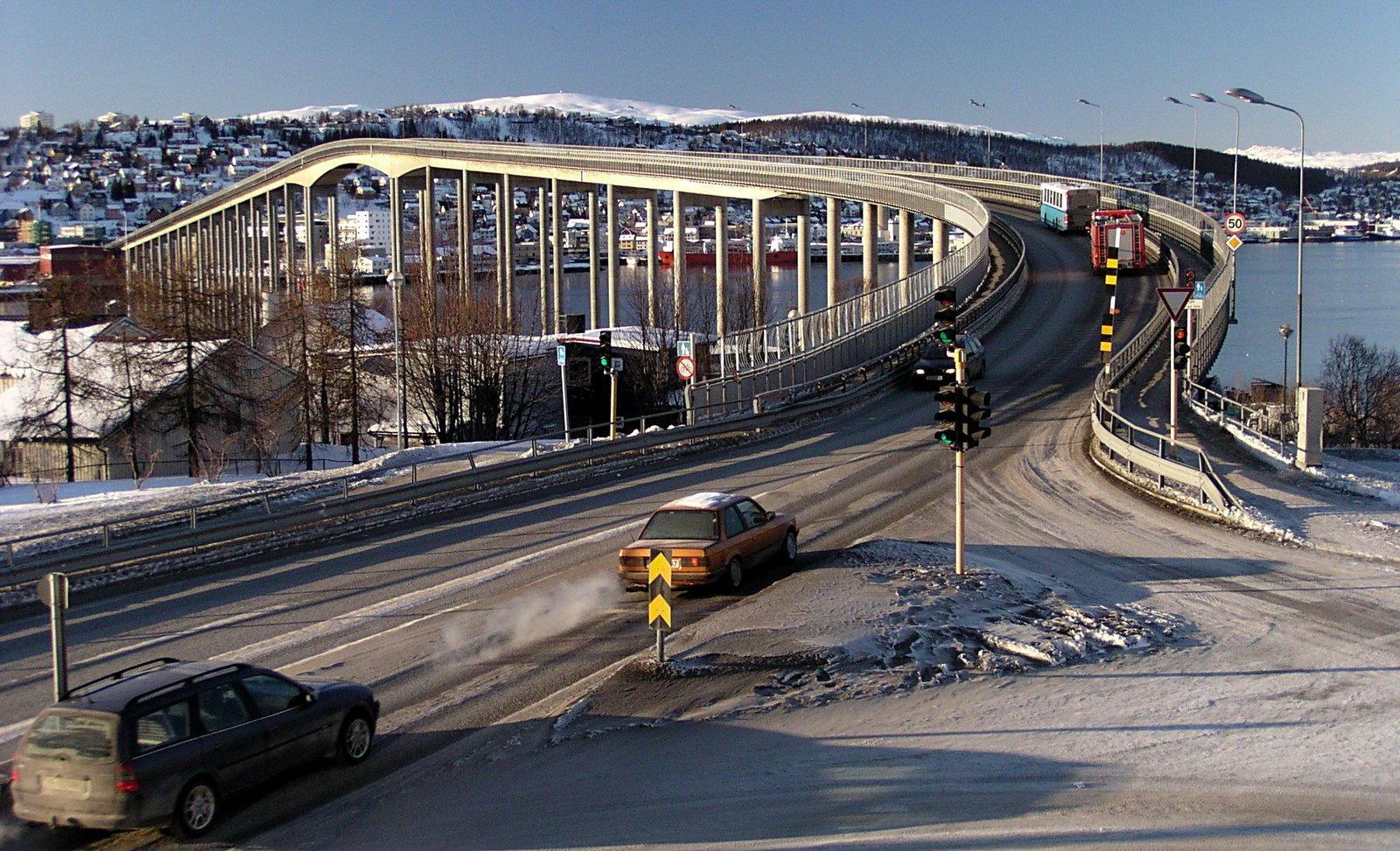
Il ponte che collega il centro alla terraferma
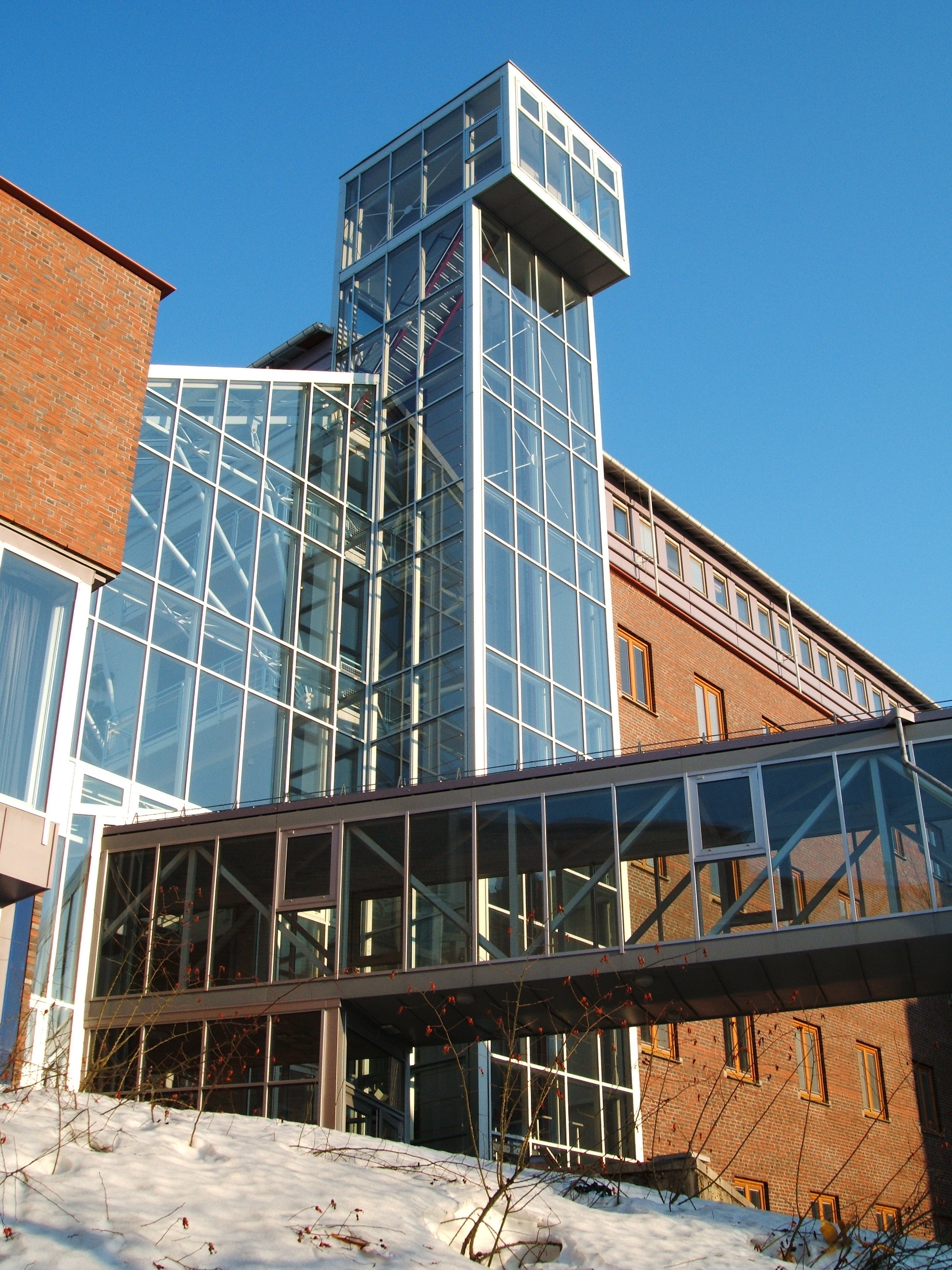
Università di Tromsø
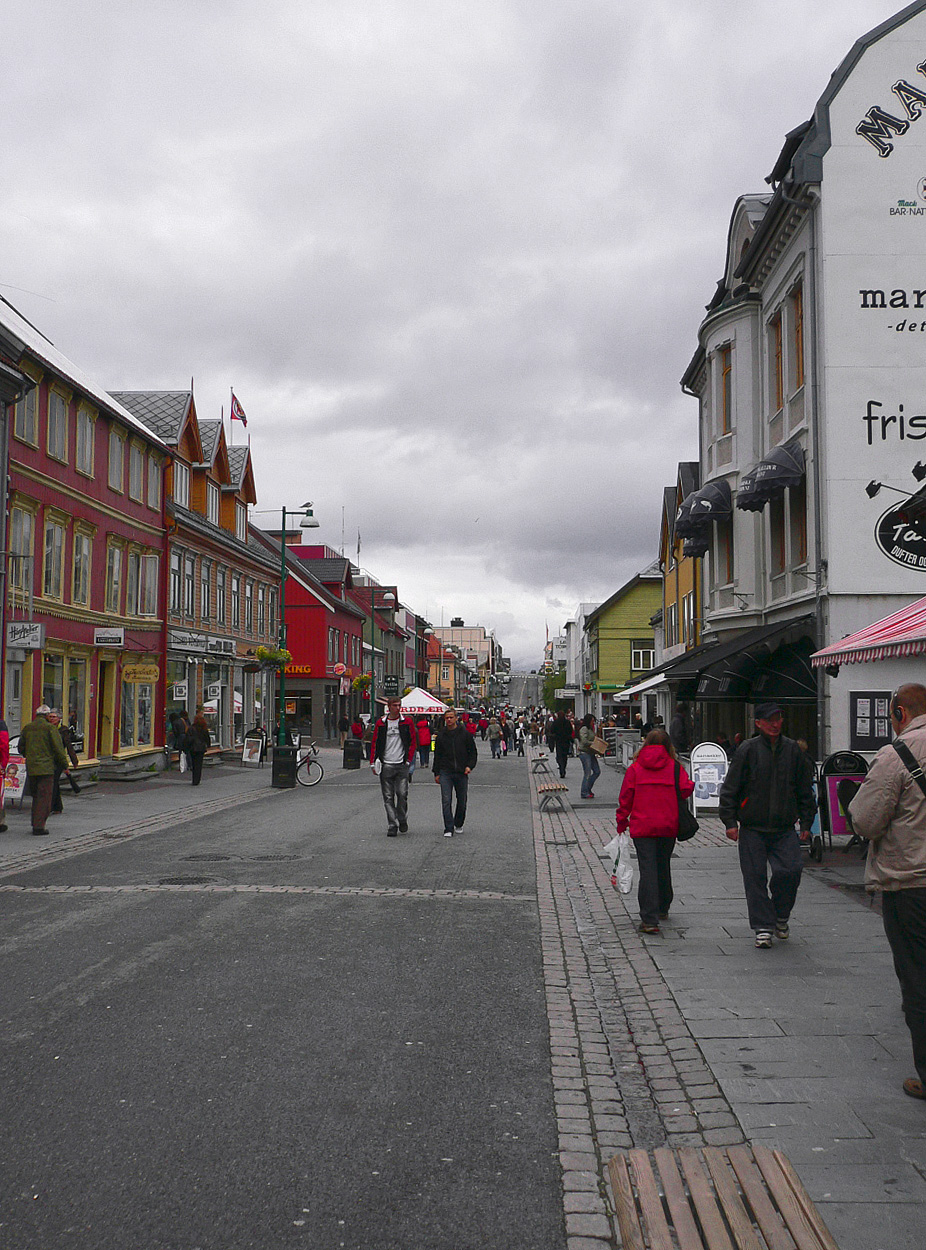
La via principale della città
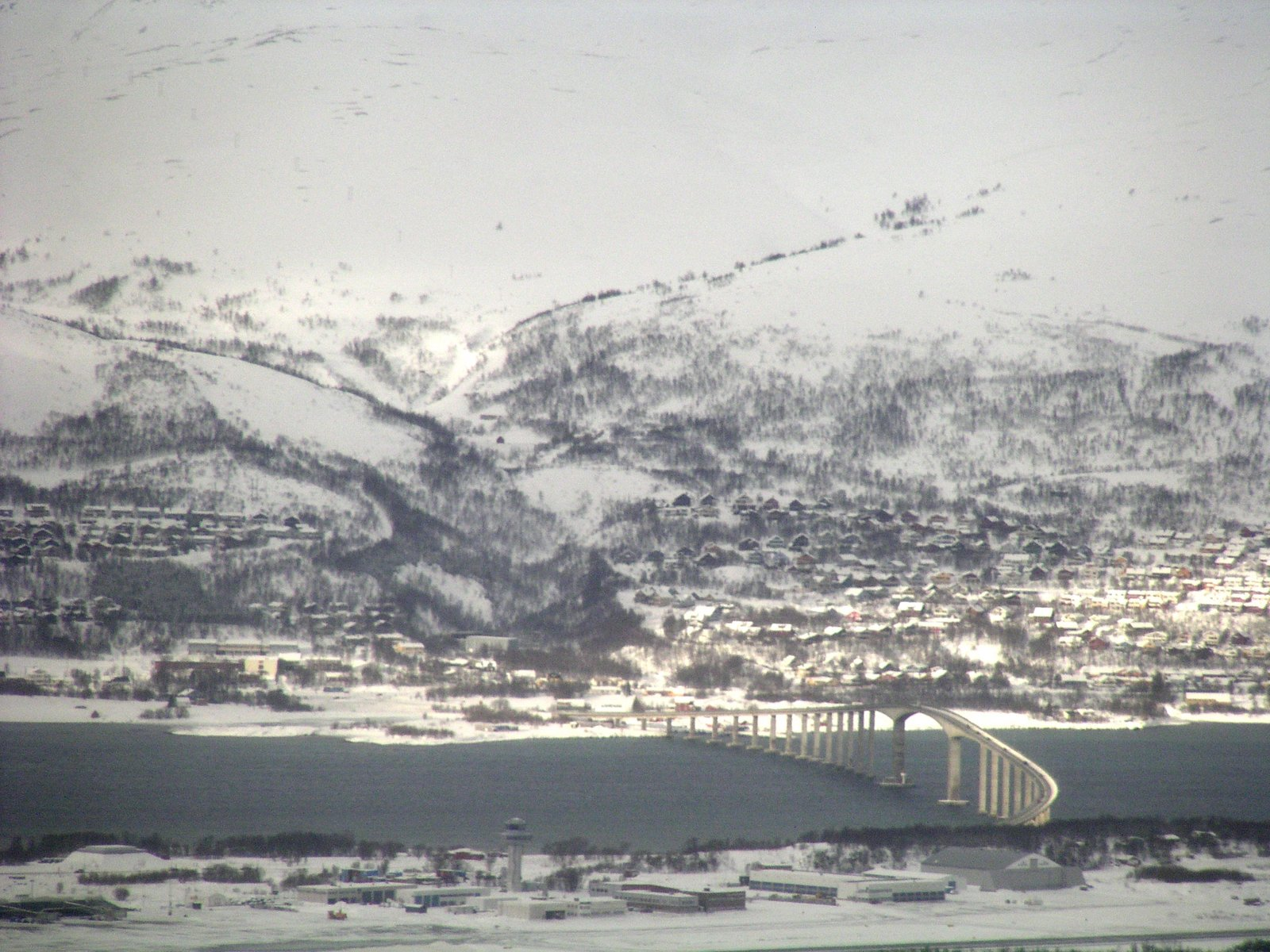
Veduta invernale della città
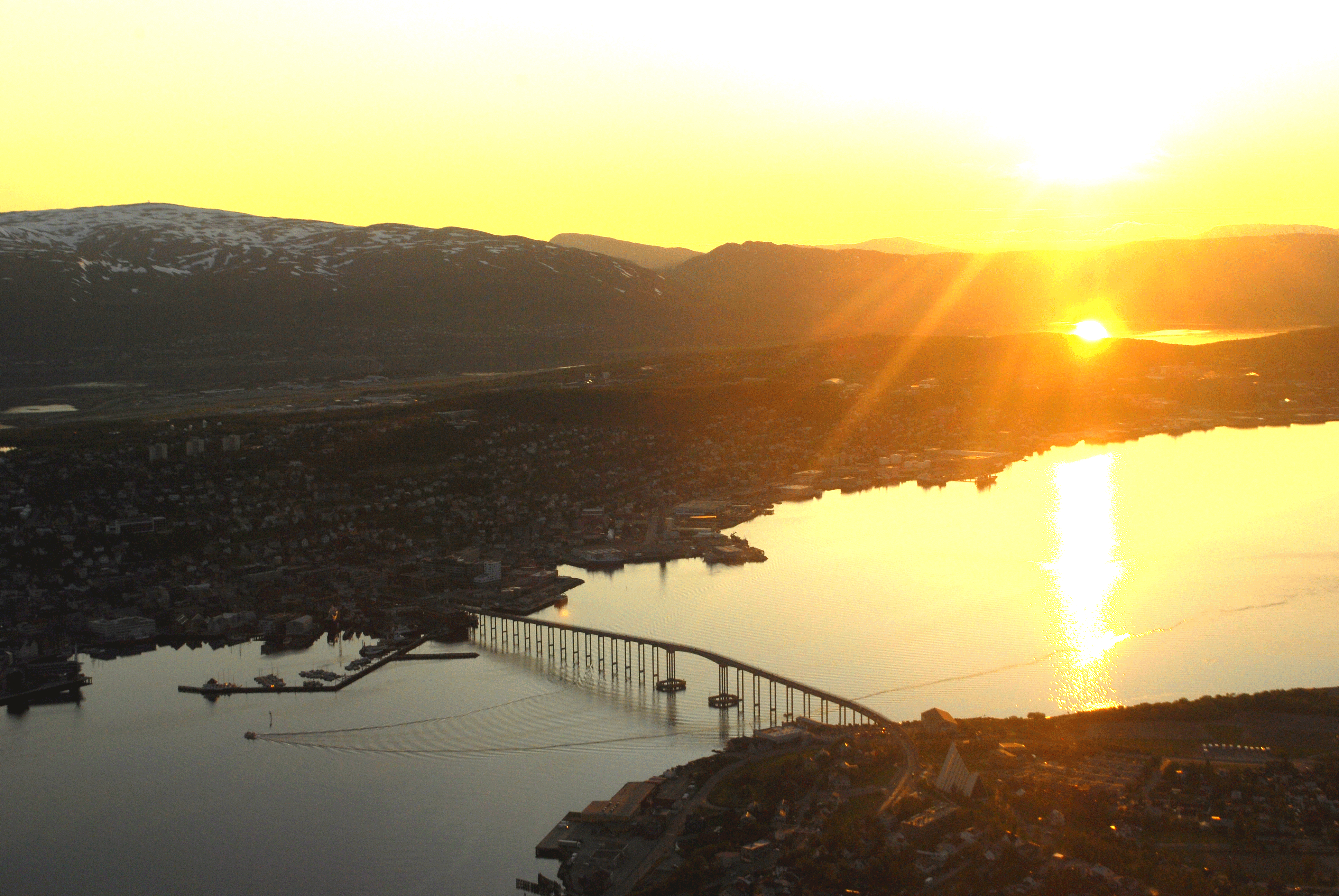
Sole di mezzanotte a Tromsø
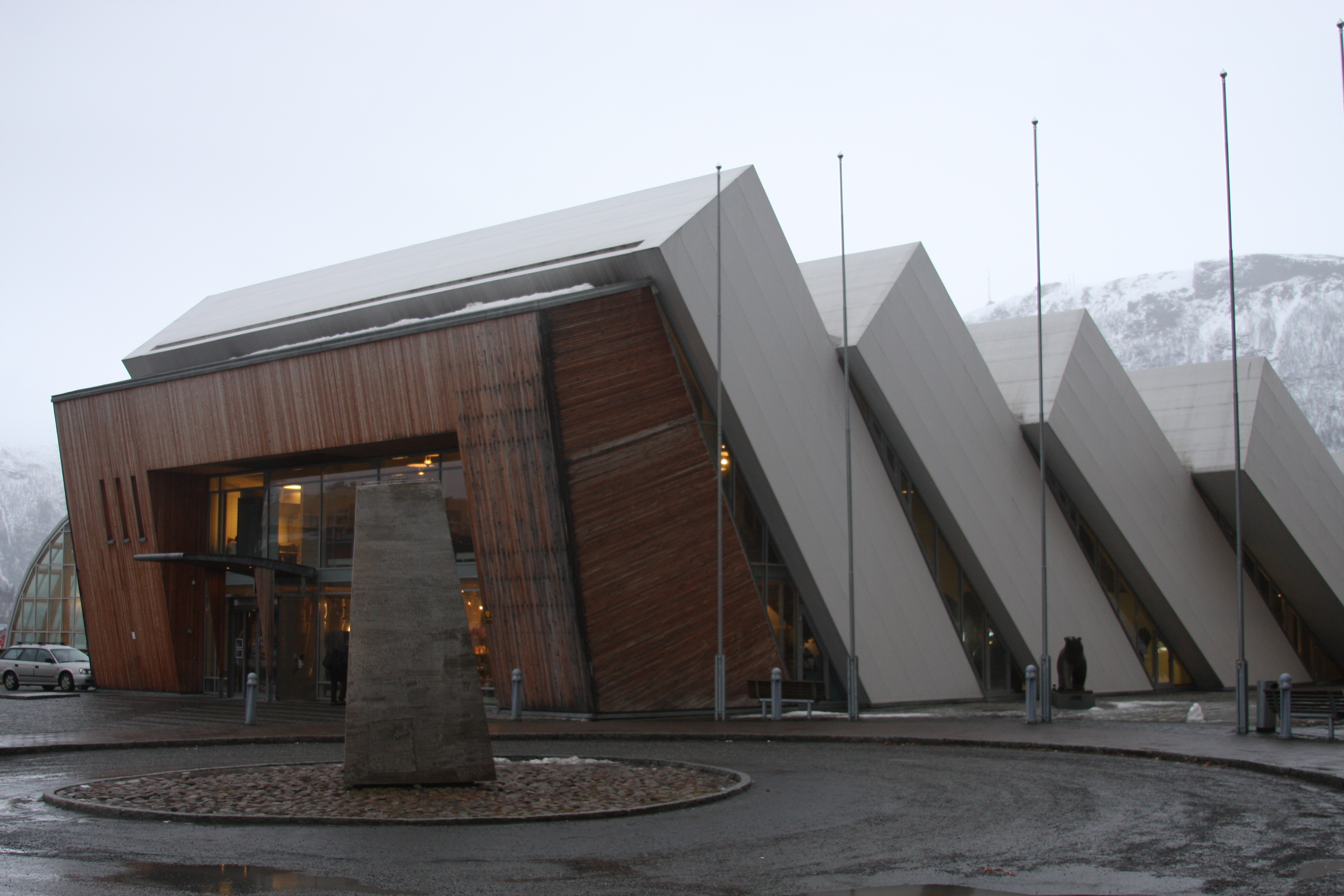
Il Museo Polaria
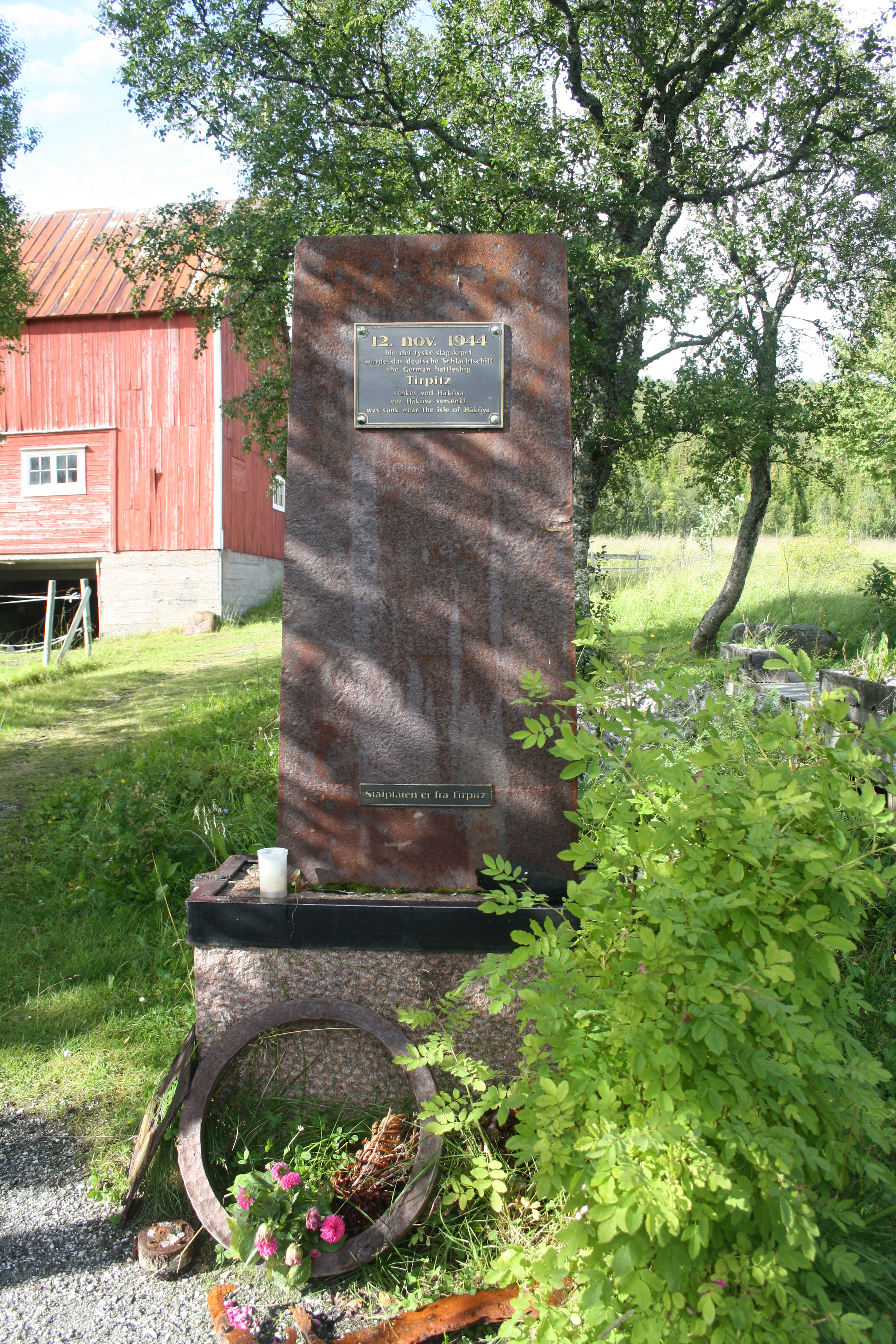
Il monumento celebrativo dell'affondamento della corazzata tedesca Tirpitz a Håkøya
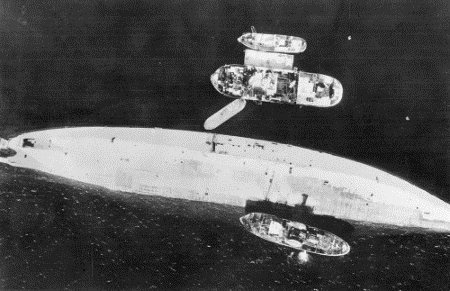
La corazzata tedesca Tirpitz capovolta nel fiordo di Tromsø